# شالکووش‌کوت
شالکووش‌کوت (به مجاری:  Salköveskút) یک شهرداری در مجارستان است که در واش واقع شده‌است. شالکووش‌کوت ۱۳٫۲۰ کیلومتر مربع مساحت و ۵۱۱ نفر جمعیت دارد.